# Salserín
Salserín es una orquesta popular venezolana infantil-juvenil de salsa, fundada en Caracas en 1993. En un inicio adoptó una técnica de renovación de cantantes parecido al del Menudo, al fijar un límite de edad para la permanencia de sus integrantes. Pero a partir del 2010, con una renovación se opta por una orquesta juvenil. Los vocalistas más exitosos salidos de Salserín han sido Servando Primera y Florentino Primera.
Su estilo musical en un principio causó cierta controversia, ya que se tocaban temas de romance que resultaban inapropiados para niños, por lo que hubo que adaptar las letras a amoríos típicos de colegio. 
La orquesta cuenta con más de 6 álbumnes de estudio, 1 en vivo y  8 producciones de grandes éxitos con diferentes arreglos musicales, así como 5 series de televisión, 1 película, 1 miniserie, 1 radio novela y más de 50 discos de oro y platino. Convirtiéndose en una de las orquestas más exitosas de Venezuela.

## Historia

### Inicios
Salserín comenzó como una idea de Porfi Baloa, pianista de la Orquesta de Manuel Guerra, quien inicialmente deseaba crear una orquesta juvenil de nombre "Nueva Generación". En 1992 Baloa le presentó la idea a Guerra, quien gustó del proyecto ya que él tenía una idea similar pero con niños. Tras asociarse en el proyecto hicieron audiciones y algunas maquetas pero no sobrepasaron diferencias artísticas y conceptuales, Baloa abandona el proyecto creyendo que sería un fracaso y prueba suerte por su lado. Aun así Guerra retiene las maquetas y prosigue con el concepto infantil que tanto anhelaba. El nombre de Salserín surge como un juego de palabras creada por Fiona Capriles, amiga cercana de Guerra.
Es así como Salserín nace oficialmente el 21 de julio del año 1993. Poco después Guerra plantea el proyecto a Sony Music y se firma el contrato. Sus primeros cantantes fueron Servando Primera, Florentino Primera, José Félix Ceballos y Erasmo Huerta; su primer disco con Sony Music fue grabado en Puerto Rico y Venezuela (Estudios Fidelis), y su primer sencillo fue el tema que se transformó en un clásico de la salsa de la autoría de Manuel Guerra “El Bebé Salsero” con arreglos de Tommy Óscar Villariny y Tommy Villariny, que consolidó a Salserín como la orquesta infantil de salsa más joven del mundo. Su segundo sencillo es el tema “Señor Cantante” que fue escrito por Óscar D'León y Manuel Guerra, con la participación de Óscar D'León cantando a dúo con Salserín y arreglo de Tommy Villariny, el tercer sencillo fue “Bella Ladrona” de la autoría de Servando Primera y arreglo de Ramón Sánchez, el cuarto “Mi gran amor” tema original de los Jackson 5 cuya letra fue adaptada al español por Manuel Guerra y el arreglo de Luis García.
Después de tres años de éxito, en el año 1996, graban en los estudios fidelis (Venezuela) de la mano del ingeniero Javier González Álvarez, el álbum titulado "Salserín" y su segundo CD producido por Manuel Guerra, que incluye dos nuevos cantantes: Leonardo Patiño y Toñito León, el nuevo bebé salsero y nieto de Óscar D'León. Continúan los éxitos, logrando colocar en el gusto del público cuatro nuevos éxitos “Yo sin ti” autoría de William Luque y arreglos de Máximo Torres, “No importa” autoría de Servando Primera y arreglo de Pedro Mauricio González, “Un amor como el nuestro” autoría de Manuel Guerra y arreglos de Mauricio Silva, “De Sol a Sol” autoría de Manuel Guerra y arreglos de Ramón Sánchez, Manuel Guerra, Luisito Quintero y Joel Muñoz, así comienzan a imponerse en más de 45 países, las ventas marcaron desde el principio el éxito que le esperaba, 320.000 copias vendidas en Venezuela, Perú, Ecuador, Colombia, México, USA, España e Italia, entre otros países.
El éxito obtenido con esta nueva producción lleva a Salserín a la televisión, con su primera serie “De Sol a Sol”, producida por Vladimir Pérez para Venevisión. "De Sol a Sol" fue un furor en Venezuela y en diferentes países latinoamericanos. Sony Music no perdió la oportunidad y lanzó a esta joven agrupación a su internacionalización definitiva. El 20 de octubre de 1996 en el Poliedro de Caracas se grabó su primer disco y VHS en vivo, que saldría a la venta a inicios de 1997.
El 1 de febrero del año 1997 se estrena en las salas de cine de Venezuela, el esperado film “La Primera Vez”, escrito por Leonardo Padrón y dirigido por Luis Alberto Lamata, que narra la historia de la Orquesta Salserín, como la agrupación más exitosa de la década de los noventa y así realizan su primera producción cinematográfica al lado de Daniela Alvarado y Eileen Abad. Este film rompió el récord de taquillas para una película venezolana con 670.000 espectadores y además fue un éxito en diferentes países de Latinoamérica. Inmediatamente después del estreno de la película se anuncia la salida de sus principales voces, los hermanos Servando y Florentino Primera quienes se abrieron paso para seguir una carrera como solistas. Sale un nuevo CD, con edición limitada a la venta, "Salserín Remix con Servando y Florentino" con muy buena acogida en el mercado latino de Estados Unidos.

### Segunda Generación
La agrupación se convierte en una agrupación forjadora de talentos. Aquí se da el ingreso de René Velazco y Renny Donoso quienes al principio les cuesta ser aceptados por el público quienes piden de vuelta a Servando y Florentino. Sin embargo, la empresa televisiva Venevisión, continúa con una nueva producción dramática titulada con el nombre de la nueva canción "Entre Tú Y Yo" de la autoría de Vladimir Pérez y arreglo de Manuel Guerra, Joel Muñoz y Héctor Velázquez, y es transmitida en más de 45 países incluyendo Japón, Corea e Italia. Es aquí donde la suerte cambia para René y Renny.
El disco "Entre Tú y Yo" que fue producido por Manuel Guerra en 1997 y grabado entre Puerto Rico, Nueva York y Venezuela (Estudios Fidelis) de nuevo por el ingeniero Javier González Álvarez y logra vender la suma de 900.000 copias a nivel mundial.
Se despiden de la orquesta, René Velazco y Renny Donoso y se lanzan como dúo. Vienen dos nuevos talentos, Omar Acedo quien se dio a conocer en Salserín como "Willy" y Alex Quendo que conjuntamente con Leonardo Patiño, José Félix Ceballos y Toñito León eran los responsables de mantener el éxito de la agrupación y logran su objetivo.

### Tercera Generación
Su cuarta producción musical "Con Nuevo Swing" publicada en octubre de 1998 producida por Manuel Guerra y grabado en los Estudios Fidelis de Venezuela por el ingeniero Javier González Álvarez, se estrena con el tema “Donde está el Amor” y "Tu eres la que amo" de la autoría de Manuel Guerra y arreglos de Joel Muñoz y Manuel Guerra, los lleva a realizar en el año 1999 su tercera producción dramática "Donde está el Amor" escrita por Manuel Guerra y transmitida por RCTV con gran éxito y logra ser vendida en más de 35 países en el mundo.
En el año 2001, un nuevo CD "Impregnado de Ti" un tema de autoría de Manuel Guerra y arreglo de Joel Muñoz y Manuel Guerra, fue una producción discográfica realizada en Puerto Rico y producida por Manuel Guerra y un invitado especial en el piano “Papo Lucca”. Lamentablemente este CD no obtiene la acogida esperada. Los vocalistas principales: Leonardo, José Félix y Willy alcanzan la mayoría de edad y se produce la disolución de la orquesta original. 

### Nueva Era
Los hermanos Remil Renna y Romil Renna (mánagers de la orquesta desde 1996 hasta 2001) compran los derechos a Manuel Guerra,para lanzar su sexto álbum de estudio. Entran a la agrupación, los vocalistas Ángel Laez, Cisco Ojeda, Leonardo Corredor y Leonel Ojeda, bajo la producción de Manuel Guerra, Romil Renna y Remil Renna.
En el año 2006, "Dum Dum", "Enviame mensajes", "Te haré feliz" junto a "Vivo en el limbo" se convierten en favoritos del público. A mediados de año, por vez primera Salserín participa en una radionovela titulada “Envíame Mensaje” producida por Alberto Cimino y grabada en los Estudios Fidelis por el ingeniero Javier González Álvarez, la cual fue transmitida por Fiesta 106 FM y por todo el circuito FM Center en toda Venezuela. 
Semanas después, el tema "Niña Amada" (autoría de Remil Renna y Romil Renna y arreglo de ellos mismos junto a Menudo Moreno) es el éxito que hace que Salserín vuelva a las radioemisoras internacionales; dicha canción se convierte en el nombre de la quinta novela de Salserín transmitida por Venevisión Internacional y en más de 50 países , logrando el primer lugar de sintonía en Venezuela y en varios países donde fue transmitida. Es así que es renovada para una segunda temporada llamada "Mi Otra Mitad del Sol", lanzada en 2007, con el ingreso de Jean Marco Ramírez como nuevo integrante.
En el año 2008, para la nueva producción discográfica entran dos nuevos cantantes Jonathan Moly y Ryan Cox, y sale al mercado el nuevo CD "Salserín 10" donde incluyen temas en género vallenato, reguetón y que terminan teniendo un gran éxito. Cabe aclarar que Ryan, se convierte en el músico más pequeño del mundo con 2 años y 6 meses.
Otro nuevo CD sale al mercado: "Robando Corazones". Su nuevo sencillo "Te Voy a Robar el Corazón" de la autoría de Remil Renna y arreglo de Menudo Moreno tiene un gran éxito radial. La miniserie del mismo nombre sale al aire por Venevisión con altos niveles de sintonía en Venezuela y en más de 20 países. Con su segundo sencillo que se tituló "Me duele Amarte" es también todo un éxito. A inicios de 2010, Leonel y Ryan dejan la agrupación.

### Regreso de Manuel Guerra
En el año 2010, los derechos regresan a Manuel Guerra quien apuesta por una nueva propuesta ahora totalmente juvenil, con edades comprendidas entre 18 y 22 años. Sus nuevos integrantes son Andy Almeida, Jhonnael Villegas, Justin Jiménez y la reincorporación de Toñito León. Su nueva producción es elaborada por Manuel Guerra y el primer sencillo es el tema "Sé que te voy a Amar" de la autoría de Manuel Guerra, en versión salsa, bajo los arreglos de Tito Rivera y Eric Blanco, y la versión balada bajo los arreglos y producción de Toñito León.
A finales de 2016 Guerra, director de la orquesta decide armar un nuevo tren delantero un poco más adultos pero con la experiencia suficiente para llevar a cabo la gira del regreso de Salserín que los llevó por Colombia, Ecuador y Perú. Conformada en este momento por Egiber Guerra, José Manuel Paredes, Christopher Rey, Richard Tamoy, Manuel Marval, Egiber Guerra y Alex Gonzales.

## Miembros
La orquesta Salserín cuenta entre sus integrantes, tanto a los músicos como a los vocalistas. Estos últimos han sido los que más cambios han tenido a través de la historia de la agrupación, ya que el concepto de "juvenil" de la misma obliga a renovar a sus vocalistas, una vez estos dejan de verse lo suficientemente jóvenes para permanecer en ella.

### Músicos
Período 1993-2001
- César Mijares † (1° trombón, director musical), falleció en accidente de tránsito el 29 de octubre de 2007
- Rodolfo González (2° trombón)
- Luis Ruíz (1º trompeta)
- Daniel Ruíz (2º trompeta)
- Jeanpier Rojas (3° trompeta)
- Carolina Rey † (4° trompeta), única mujer de la Orquesta Salserín, murió de cáncer el 24 de julio de 2017.
- Carlos Arraiz † (saxo barítono), fallecido el 3 de abril de 2020, infarto[8]
- Rubén Paiva (bajo)
- Roberto Mora (piano, sintetizador)
- Anderson Quintero (timbal)
- Humgría Rojas Jr. (bongó)
- Johan Vilera (congas, percusión)
- Yonaiker Montezuma (percusión)
- Franco Lemus (percusión)
- Yorman Méndez (percusión)

Período 2018
- Egiber Guerra: Percusión
- Allan Torres: Bajo
- Dennis León: Piano y Dirección
- Luis Ruiz: Trompeta (Fundador)
- Alexis González: Trompeta
- David González: Trombón (Fundador)
- Rodolfo González: Trombón (Fundador)
- Carlos Arraiz: Saxo barítono (Fundador)
- Franco Lemus: Timbales (Fundador)
- Johan Vilera: Congas (Fundador)
- Humgría Rojas Jr: Bongó (Fundador)

### Vocalistas
1º Generación (1993)
- Servando Moriche Primera Musset (* Baruta, 27 de agosto de 1980)
- Florentino Primera Musset (* Caracas, 31 de agosto de 1981)
- José Félix Ceballos Ibarra (* El Tigre, 14 de noviembre de 1982)
- Leonardo Fabio Restrepo Patiño (* Caracas, 2 de octubre de 1984) (ingresa en abril de 1995)
- Erasmo Enrique "Toñito" Huerta Torres "El Bebé Salsero" (* Maracaibo, 15 de abril de 1987)

2º Generación (1997)
- Mario Alfredo "Renny" Donoso Córdova (* Caracas, 3 de diciembre de 1981)
- René Darío Jesús Velazco Villasmil (* Puerto Cabello, 11 de agosto de 1981)
- José Félix Ceballos Ibarra (* El Tigre, 14 de noviembre de 1982)
- Leonardo Fabio Restrepo Patiño (* Caracas, 2 de octubre de 1984) (ingresa en abril de 1995)
- Anthony "Toñito" Oropeza Cabrera (* Caracas, 15 de septiembre de 1992) (ingresa en abril de 1995, en sustitución de Erasmo)

3º Generación (1998)
- José Félix Ceballos Ibarra (* El Tigre, 14 de noviembre de 1982)
- Leonardo Fabio Restrepo Patiño (* Caracas, 2 de octubre de 1984)
- Omar Rafael "Willy" Acedo Sánchez (* Maracaibo, 21 de febrero de 1984)
- Juan Pablo "Alex Quendo" Oquendo Rosales (* San Cristóbal, 14 de marzo de 1986)
- Anthony "Toñito" Oropeza Cabrera (* Caracas, 15 de septiembre de 1992)
  - Gustavo "Jhonny" Herrera Itriago (* Caracas, 22 de diciembre de 1983) (ingresa en  enero de 2000)
  - Jorge Luis Alva "Joao" (Caracas 28 de Junio de 1984)

4º Generación (2006)
- Ángel Reinaldo Lares Tovar (* Valencia, 25 de junio de 1987)
- Leonardo Javier Corredor Duque (* Arkansas, 27 de febrero de 1989)
- Leonel Eduardo Ojeda Kobacs (* Valencia, 17 de agosto de 1988)
- Juan Francisco "Cisco" Ojeda Kobacs (* Valencia, 24 de noviembre de 1994)
- Lester Marquez (* Maracaibo, 06 de enero de 1994)

- - Jean Marco Ramírez Rojas (* Maracay, 11 de agosto de 1989) (ingresa a finales de 2006, en reemplazo de Leonardo)

5º Generación (2008)
- Leonel Eduardo Ojeda Kobacs (* Valencia, 17 de agosto de 1988)
- Jean Marco Ramírez Rojas (* Maracay, 11 de agosto de 1989)
- Juan Francisco "Cisco" Ojeda Kobacs (* Valencia, 24 de noviembre de 1994)
- Jonathan Miguel Moly Calero (* Caracas, 13 de julio de 1993)
- Ryan Cox Renna Peraza (* Caracas, 27 de abril de 2006)
  - Anthony "Toñito" Oropeza Cabrera (* Caracas, 15 de septiembre de 1992) (reingresa en enero de 2010)

6º Generación (2011)
- Anthony "Toñito" Oropeza Cabrera (* Caracas, 15 de septiembre de 1992)
- Justin Jiménez (* Caracas, 7 de octubre)
- César Andrés "Andy" Almeida Cumaná(* Caracas, 26 de mayo de 1991)
- Jhonnael "Nael" Villegas Bolívar (* Caracas, 12 de marzo)

7º Generación (2014)
- David Enrique Depablos Rodríguez (* San Cristóbal, 26 de diciembre de 1994).
- Daniel Sandoval (* San Antonio de Los Altos, 19 de septiembre de 1996).
- Jossy Caldera (* Maracaibo, 20 de diciembre)
- Xavier Lubo (* Maracay, 6 de diciembre)
- Diego Alé (*Caracas, 10 de marzo)

8º Generación (2015)
- Daniel Pérez
- Jesus Machado
- Gabriel Maccio
- Edson Hernandez

9º Generación (diciembre 2016- noviembre 2018)
- Alex González (Caracas)
- Christopher Rey (Caracas)
- Richard Tamoy (Puerto La Cruz)
- Manuel Marval (Nueva Esparta)
- Egiber Guerra (Caracas)

10º  Generación 2018 / 2020
• Alex González (Caracas)
• Adrian Mathias (Valencia) 
• Sergio Mendoza (Nueva Esparta) 
• Victor Louis (Bejuma) 
11• Generación (2021) (actualmente)
- Alejandro Ceiba (San Felipe, 1998)

- Víctor Louis  (Bejuma, Carabobo, 1998)
- Sergio Mendonza (Nueva Esparta, 1999)
- Emilio “Ilio” Manaú (Guarico, 1998)

## Discografía

### Álbumes de estudio[9]
| Año  | Álbum                          | Sello Discográfico   |
| ---- | ------------------------------ | -------------------- |
| 1993 | La Orquesta Infantil del Mundo | Sony Music           |
| 1996 | Con Mucho Swing                | Sony Music           |
| 1997 | Entre Tú y Yo                  | Sony Music           |
| 1998 | Con Nuevo Swing                | Sony Music           |
| 2000 | Impregnado de Ti               | Guerra Sound Records |
| 2006 | Dum-Dum                        | Sony Music/Cobidisc  |
| 2008 | De Colección N°10              | Cobidisc             |
| 2009 | Robando Corazones              | Cobidisc             |

### Álbumes en vivo
| Año  | Álbum   | Sello Discográfico |
| ---- | ------- | ------------------ |
| 1997 | En Vivo | Columbia Records   |

### Álbumes recopilatorios
| Año  | Álbum                                       | Sello Discográfico |
| ---- | ------------------------------------------- | ------------------ |
| 1997 | Remix Hits featuring: Servando y Florentino | Sony Music         |
| 2005 | Y Sus Grandes Éxitos                        | Sony Music         |

## Filmografía
| Año  | Nombre                | Género      |
| ---- | --------------------- | ----------- |
| 1996 | De Sol a Sol          | Serie       |
| 1997 | La Primera Vez        | Película    |
| 1997 | Entre Tú y Yo         | Serie       |
| 1999 | Dónde Está El Amor    | Serie       |
| 2006 | Envíame Mensajes      | Radionovela |
| 2006 | Mi Niña Amada         | Serie       |
| 2007 | Mi Otra Mitad del Sol | Serie       |
| 2008 | Robando Corazones     | Miniserie   |